# Kerberos (måne)
Kerberos er en af Plutos fem kendte måner. Den er Plutos næstmindste måne efter Styx. Det var den fjerde måne af Pluto, der blev opdaget, og dens eksistens blev annonceret den 20. juli 2011. Den blev afbilledet, sammen med Pluto og dens fire andre måner, af New Horizons-rumfartøjet i juli 2015. Det første billede af Kerberos fra New Horizon publiceredes 22. oktober 2015.
Kerberos er beregnet til maksimalt at være 34 kilometer i diameter og have en omløbsperiode omkring Pluto på godt 32 dage.